# 1868 au théâtre
| Années du théâtre : 1865 - 1866 - 1867 - 1868 - 1869 - 1870 - 1871    |
| Décennies du théâtre : 1830 - 1840 - 1850 - 1860 - 1870 - 1880 - 1890 |

## Pièces de théâtre représentées
- Le Papa du prix d'honneur
- Le Corricolo
- Le Roi d'Amatibou
- Le Petit Voyage

## Naissances
- 7 janvier : Armand Bour, comédien français.
- 21 janvier : Gustave Quinson, auteur dramatique et directeur de théâtre français.
- 31 janvier : Berthe Cerny, actrice française, sociétaire de la Comédie-Française.
- 12 février : William Faversham, acteur, metteur en scène et producteur de théâtre anglais.
- 17 février : Lola Noyr, actrice française de théâtre et de cinéma muet.
- 23 févier : Anna Hofman-Uddgren, actrice suédoise.
- 17 mars : Émile Chaperon, peintre et décorateur français.
- 6 avril : J. C. Nugent, acteur, réalisateur, scénariste, dramaturge et metteur en scène américain
- 27 mai : Ferdinand Bastian écrivain et poète alsacien.
- 17 juillet : Henri Nathansen, écrivain et metteur en scène danois.
- 17 juillet : Leopoldo Metlicovitz, peintre, affichiste, illustrateur et metteur en scène italien.
- 19 septembre : Paul Everton, acteur américain.
- 15 octobre : Renée du Minil, actrice française, sociétaire de la Comédie-Française.

## Décès
- 8 mars : Victor Herbin, journaliste et auteur dramatique français.
- 8 avril : Henri Duponchel décorateur de théâtre, scénographe et metteur en scène français.
- 20 avril : Antoine-Sébastien Kauffmann, écrivain, poète, chansonnier, pamphlétaire, auteur dramatique et historien français.
- 22 août : Pierre Luc Charles Ciceri, peintre et décorateur de théâtre français.
- 24 novembre : Félicien Mallefille romancier et auteur dramatique français.
- 2 décembre : Achille d'Artois, écrivain, librettiste et dramaturge français.
- 9 décembre : Charles Bataille, journaliste, chansonnier, poète, romancier et auteur dramatique français.
- 9 décembre : Pierre Carmouche, chansonnier, goguettier, poète et dramaturge français.
- 11 décembre : Adolphe Simonis Empis, auteur dramatique français.